# Alma Levant Hayden
Alma Levant Hayden (27 de marzo de 1927-2 de agosto de 1967) fue una química estadounidense y una de las primeras mujeres afroamericanas en obtener un puesto de científica en una agencia de ciencias en Washington D. C., Se unió a los Institutos Nacionales de Salud  (NIH) en la década de 1950. Hayden se graduó de la Universidad de Howard con una maestría en química y se convirtió en una experta en espectrofotometría, la medida de cómo las sustancias absorben la luz. Publicó trabajos sobre infrarrojos y otras técnicas para analizar sustancias químicas en una serie de revistas. Hayden fue nombrada Jefe de la Rama de Investigación del Espectrofotómetro en la División de Química Farmacéutica en la Administración de Medicamentos y Alimentos de los Estados Unidos en 1963, y puede haber sido la primera persona afroamericana científica en la FDA. Hayden captó la atención nacional en 1963 cuando dirigió el equipo que expuso la sustancia común Krebiozen, una droga ampliamente controvertida y costosa promovida como anticancerígena. Hayden estaba casada con el químico investigador Alonzo Hayden, y tuvo dos hijos. Murió en 1967.

## Educación y carrera profesional
Alma Levant nació en Greenville, sur de  Carolina el 27 de marzo de 1927 y se graduó con honores en 1947 en la Universidad del Estado de Carolina del Sur, una universidad históricamente negra en Orangeburg Originalmente planeaba ser enfermera, pero se encontró tan interesada en la química que "simplemente no quería separarse de ella". Obtuvo una maestría en química de la Universidad de Howard.
Hayden se unió al Instituto Nacional de Artritis y Enfermedades Metabólicas en los Institutos Nacionales de Salud (NIH). La fotografía de arriba fue tomada allí en 1952, mostrando su trabajo con una técnica llamada cromatografía del papel, rociando un reactivo de pulverización sobre líquidos que se dejan caer sobre el papel para detectar precursores de esteroides.
A mediados de la década de 1950, Hayden se mudó a la Administración de Medicamentos y Alimentos de los Estados Unidos (FDA), donde pudo haber sido la primera persona de color en trabajar en la Agencia. Según los informes, había una renuencia a emplear afroamericanos allí porque los funcionarios científicos pueden tener que dar testimonio en los tribunales, y había preocupación sobre cómo se recibiría en algunas partes de los Estados Unidos. En 1963, Hayden se convirtió en jefe de la Rama de Investigación del Espectrofotómetro en la División de Química Farmacéutica.
En 1962, a raíz de la Tragedia de la Talidomida, la Enmienda Kefauver Harris/ Kefauver Harris Amendment aumentó el papel de la Administración de Medicamentos y Alimentos de los Estados Unidos (FDA) para garantizar la seguridad de los medicamentos. Con estas disposiciones establecidas, la Administración de Medicamentos y Alimentos de los Estados Unidos (FDA) buscó identificar los ingredientes del Krebiozen, un tratamiento para el cáncer alternativo controversial y costoso. Hayden asignó a los estudiantes de su rama la tarea de corroborar si las imágenes espectrométricas de Krebiozen coincidían con cualquiera de las 20,000 imágenes enlistadas alfabéticamente en los archivos de la Administración de Medicamentos y Alimentos de los Estados Unidos (FDA). Una coincidencia probable se encontró rápidamente en las "C": una sustancia común, la creatina. Se encuentra en el cuerpo en un nivel mucho más alto que el contenido en Krebiozen, y se ha demostrado que no tiene ningún impacto sobre el cáncer en los animales.
Los estudios de espectrofotometría y cristalografía fueron realizados de forma independiente por tres equipos, incluidos científicos del Instituto de Tecnología de Massachussets MIT. El descubrimiento fue anunciado en una conferencia de prensa. El informe de Hayden se detalla en el Registro del Congreso de Estados Unidos de América. Hayden testificó en el largo juicio penal de los promotores de Krebiozen.

## Vida personal
Hayden se casó con un químico de investigación de los Institutos Nacionales de Salud (NIH), Alonzo R. Hayden. Alonzo Hayden era de Virginia del Oeste, con un doctorado de la Universidad de Wisconsin. También realizó estudios de posgrado en la Universidad de Howard, y trabajó en el NIH de 1952 a 1958.
Los Hayden tenían dos hijos, Michael y Andrea. Alma Hayden murió el 2 de agosto de 1967 y Alonzo Hayden murió en 1993.

## Publicaciones seleccionadas
- Heftmann E, Hayden Al. Cromatografía en papel de las sapogeninas esteroides y sus acetatos J Biol Chem 1952;197(1): 47–55.[18]
- Hayden AL, Heftmann E, Johnson DF. Determinación de esteroides adrenocorticales individuales en la orina. Acta Endocrinol (Copenh) 1956;23(4):341–356.[9]
- Hayden AL, Sammul OR. Análisis infrarrojo de productos farmacéuticos. 1. Aplicación de la técnica del disco de bromuro de potasio a algunos esteroides, alcaloides, barbitúricos y otros medicamentos. J Am Pharm Assoc Am Pharm Assoc 1960;49:489–496.[19]
- Hayden AL, Sammul OR. Análisis infrarrojo de productos farmacéuticos. 2. Un estudio de los alcaloides cinchona en discos de bromuro de potasio. J Am Pharm Assoc Am Pharm Assoc 1960;49:497–502.[20]
- Hayden AL. Análisis infrarrojo de productos farmacéuticos. III. Identificación y determinación de esteroides adrenocorticales, barbitúricos y sulfonamidas a partir de cromatogramas de papel. J Pharm Sci 1960; 51: 617–622.[21]
- Hayden AL, Sammul OR, Selzer GB. Espectros de absorción infrarrojo, ultravioleta y visible de algunos estándares de referencia USP y NF y sus derivados. Asociación de Químicos Agrícolas Oficiales. Association of Official Agricultural Chemists, 1962; 45: 797–900.[22]
- Hayden AL, Brannon WL, Craig NR. Una técnica de micro-extracción con compuestos aislados de cromatogramas de capa fina. J Pharm Sci 1968: 57(5): 858–860.[23]